# باسل عبد النبي
باسل عبد النبي حجي عبد الرحيم ، (1961-) ، لاعب كرة قدم كويتي سابق ، وكان يلعب مع نادي السالمية ، ولعب مع منتخب الكويت لكرة القدم ، كما عين مدير الكرة في نادي السالمية في موسم 2006/2007.

## مسيرته الرياضية
اشتهر بأدائه الرجولي وفدائيته في مركزه كمدافع عندما كان يلعب في صفوف نادي السالمية ومنتخب الكويت وعرف عنه تخصصه في تنفيذ ركلات الجزاء ، وكانت بدايته مع نادي السالمية في نهاية السبعينات وحقق مع النادي لقب الدوري الكويتي مواسم 1980-1981 و1994-1995 و1997-1998 ولقب كاس الأمير موسم 1992-1993 ، كما شارك مع منتخب الكويت وكانت مشاركته الأولى في كاس الخليج 1984 وقد سجل هدفا في مرمى منتخب السعودية لكرة القدم ، وحقق مع منتخب الكويت لقب كاس الخليج 1990 ، كما لقب بفرانكو باريزي الكرة الكويتية ، وهو حاليا هو عضو في مجلس إدارة نادي السالمية الرياضي.